# Cam Newton
Cameron "Cam" Jerrell Newton (nascido em 11 de maio de 1989) é jogador de futebol americano aposentado que jogava como quarterback na National Football League (NFL). Ele jogou futebol americano universitário na Universidade de Auburn e foi selecionado como a primeira escolha geral pelo Carolina Panthers no Draft de 2011. Newton é o único jogador na era moderna a receber o Heisman Trophy, vencer o campeonato nacional e se tornar a primeira escolha geral no draft da NFL dentro de um período de um ano. Ele foi o novato do ano da NFL em 2011, foi eleito pro Pro Bowl três vezes e foi nomeado o MVP da NFL em 2015.
Em seu ano de estreia, Newton quebrou todos os recordes de novatos da NFL de passes e jardas corridas. Ele se tornou o primeiro quarterback da NFL a lançar para 400 jardas em seu primeiro jogo, quebrando o primeiro recorde de Peyton Manning de 120 jardas. Ele também quebrou o recorde de 61 anos de Otto Graham de jardas em uma estreia na NFL. Newton se tornou o primeiro quarterback novato a lançar para 4.000 jardas em uma temporada. Ele também correu para 14 touchdowns, quebrando o recorde de mais touchdowns por um quarterback na história da NFL, quebrando o recorde de Steve Grogan de 35 anos.
Em 2015, Newton se tornou o primeiro quarterback da história da NFL a lançar para 30 touchdowns e correr para 10 na mesma temporada (35 passando, 10 correndo). Ele também se tornou o único quarterback a ter 300 jardas de passes, 5 passes de touchdown e mais de 100 jardas correndo no mesmo jogo. Newton encerrou a temporada de 2015 conquistando honras de MVP e liderando os Panthers para uma campanha de 15-1 e uma viagem ao Super Bowl 50. Em 2020, após nove emporadas com Carolina, Newton foi dispensado do time. Seus últimos anos com os Panthers foram marcados por contusões, especialmente nos ombros. Em 2020, ele jogou pelo New England Patriots.

## Carreira no ensino médio
Newton frequentou a Westlake High School, em Atlanta, Geórgia, onde ele jogou pelo time de futebol americano, Westlake Lions. Em seu terceiro ano, com 16 anos, ele lançou para 2.500 jardas e 23 touchdowns e correu para 638 jardas e nove touchdowns, ganhando a atenção de grandes programas universitários. Em seu último ano, Newton foi classificado como um prospecto de cinco estrelas pelo Rivals.com, o 14º melhor quarterback e 28º melhor jogador no geral. 
Ele recebeu propostas de bolsas de estudo de Flórida, Geórgia, Maryland, Ole Miss, Mississippi, Oklahoma e Virginia Tech. Ele se comprometeu com a Universidade da Flórida no início de seu último ano, tornando-se parte da classe de recrutamento mais bem cotada no país em 2007.
| Nome | Cidade natal                                                                           | Médio / superior | Altura | Peso   | Data de submissão     |
| --- | -------------------------------------------------------------------------------------- | ---------------- | ------ | ------ | --------------------- |
| Cameron Newton QB | Atlanta, GA                                                                            | Westlake HS      | 1.96 m | 110 kg | 7 de Setembro de 2006 |
| Cameron Newton QB | Classificação: Scout:4/5 Estrelas Rivais:5/5 Estrelas 247Sports: 4/5 Estrelas ESPN: 81 |                  |        |        |                       |
| - Nota: Em muitos casos, Scout, Rivais, 247Sports, e a ESPN pode entrar em conflito em suas listagens de altura e peso. - Nestes casos, a média foi tirada. ESPN notas são em uma escala de 100 pontos. Fontes: |                                                                                        |                  |        |        |                       |

## Carreira na Faculdade

### Universidade da Flórida

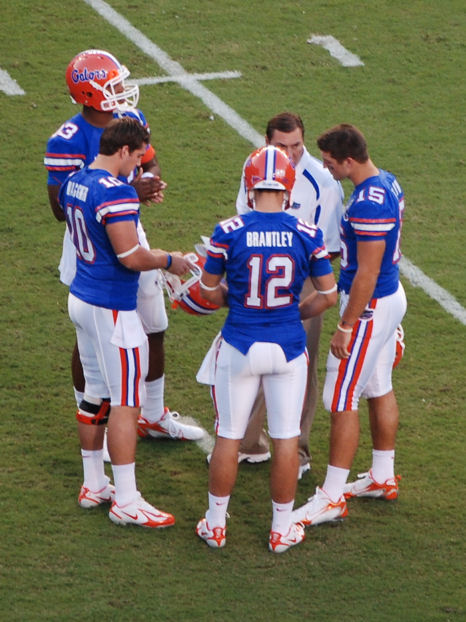
Newton, à esquerda, com Dan Mullen, John Brantley, Tim Tebow e Bryan Waggener durante sua primeira temporada na Flórida

Newton frequentou inicialmente a Universidade da Flórida, onde foi membro do time de futebol americano, Florida Gators, em 2007 e 2008. Como novato em 2007, Newton derrotou John Brantley para se tornar o reserva do eventual vencedor do Heisman Trophy, Tim Tebow. 
Ele jogou em cinco jogos, passando para 40 jardas em 5 passes e correndo 16 vezes para 103 jardas e três touchdowns.
Em 2008, durante sua segunda temporada, Newton jogou na abertura da temporada contra o Havaí, mas sofreu uma lesão no tornozelo e perdeu toda temporada.
Em 21 de novembro de 2008, Newton foi preso por acusações de roubo, apropriação indébita e obstrução da justiça por uma acusação de roubo de um laptop de outra aluna da Universidade da Flórida. Ele foi posteriormente suspenso da equipe. A polícia do campus rastreou o laptop roubado e Newton jogou o computador pela janela do dormitório em uma tentativa mal-intencionada de escondê-lo da polícia.
Todas as acusações contra Newton foram retiradas depois que ele completou um programa de desvio pré-julgamento aprovado pelo tribunal. "Acredito que uma pessoa não deve ser vista como uma pessoa má por causa de algum erro sem sentido que cometeu", disse Newton em 2010. "Acho que todas as pessoas deveria ter uma segunda chance."
Newton anunciou sua intenção de se transferir da Flórida três dias antes da final do campeonato nacional. Em novembro de 2010, Thayer Evans, da Fox Sports, relatou que Newton enfrentou uma possível expulsão da Universidade da Flórida por três casos de desonestidade acadêmica, antes da transferência.

### Blinn College
Em janeiro de 2009, Newton se transferiu para a Blinn College, em Brenham, Texas. Naquele outono, ele liderou sua equipe até a final do Campeonato Nacional da NJCAA de 2009, lançando para 2.833 jardas com 22 touchdowns e correndo para 655 jardas.
Ele foi nomeado como menção honrosa da Juco All-America e foi o quarterback Juco mais recrutado no país. Newton foi classificado como o quarterback número um do ensino médio pela Rivals.com e foi o único recruta de cinco estrelas. Durante o recrutamento de Newton, Oklahoma, Mississippi e Auburn fizeram as melhores propostas. Ele finalmente assinou com a Universidade de Auburn.

### Universidade de Auburn
Newton foi titular no primeiro jogo da temporada de 2010 em uma vitória sobre o Arkansas State em 4 de setembro de 2010. Newton foi responsável por cinco touchdowns e mais de 350 jardas. Ele foi nomeado o Jogador Ofensivo da SEC depois de sua performance. Três semanas depois, Newton teve um segundo jogo com cinco touchdowns e mais de 330 jardas contra South Carolina Gamecocks.
Em 2 de outubro de 2010, Newton levou Auburn a uma vitória por 52-3 sobre Louisiana-Monroe. Ele completou três passes para touchdown, um dos quais lançou para 94 jardas. Foi o passe mais longo para touchdown na história do futebol de Auburn. 
Em 9 de outubro de 2010, Newton levou Auburn a uma vitória por 37-34 sobre o Kentucky. Ele passou para 210 jardas e correu para 198 jardas, incluindo 4 touchdowns corridos. Em 16 de outubro de 2010, durante o jogo contra Arkansas, Newton correu para três touchdowns e lançou para um touchdown. Após essas apresentações, a mídia começou a listar Newton entre os 5 candidatos para ganhar o Heisman Trophy.

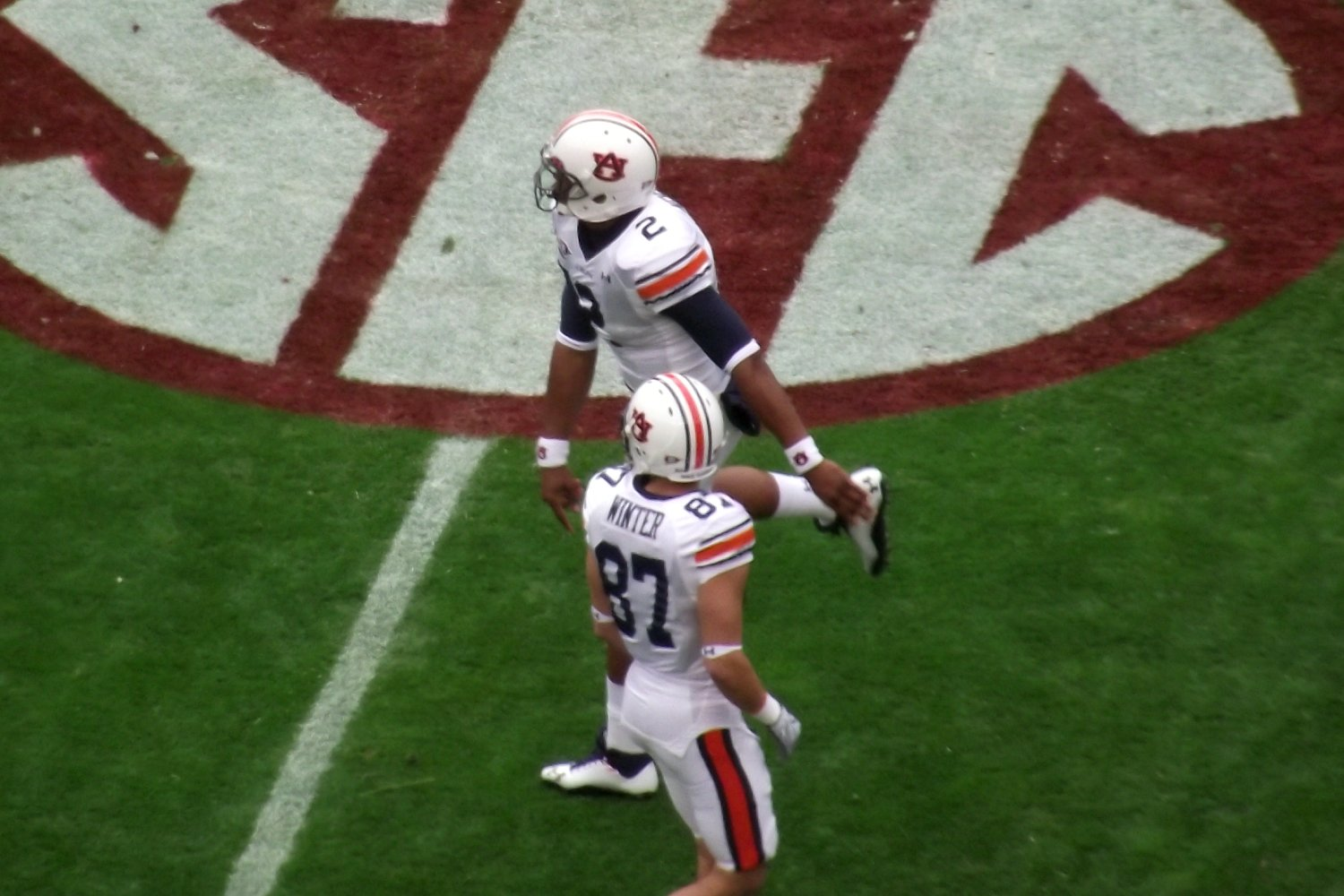
Newton (topo) aquecendo antes do Iron Bowl de 2010

Em 23 de outubro de 2010, Newton levou Auburn a uma vitória por 24-17 contra LSU. Ele correu para 217 jardas no jogo, dando-lhe 1.077 jardas na temporada e estabeleceu o recorde da SEC para jardas em uma temporada por um quarterback - um recorde de 40 anos. Após este jogo, Newton tornou-se apenas o segundo quarterback a correr para mais de 1.000 jardas na história da conferência. Ele também quebrou o recorde escolar de Pat Sullivan de mais touchdowns em uma única temporada - um recorde desde 1971 - com 27. Ambos os recordes foram quebrados no mesmo jogo: um touchdown de 49 jardas no qual Newton escapou de dois tackles e arrastou um defensor para a endzone. A peça foi descrita como o "momento de Heisman" de Newton. Auburn recebeu o primeiro lugar no ranking geral da BCS e Newton foi listado como o favorito geral para o Heisman.
Na metade do jogo contra a Geórgia, Newton se tornou o primeiro jogador da SEC a lançar para 2.000 jardas e correr para 1.000 jardas em uma única temporada. Com a vitória por 49-31, Auburn ampliou sua série de vitórias para 11-0 e garantiu a SEC West, permitindo que jogassem no Campeonato Nacional da SEC. 
Newton levou Auburn a uma vitória por 28-27 sobre o Alabama no Iron Bowl depois de estar perdendo por 24-0. A virada de 24 pontos foi a maior dos 117 anos de Auburn. Ele passou para 216 jardas com três touchdowns e correu para outro.

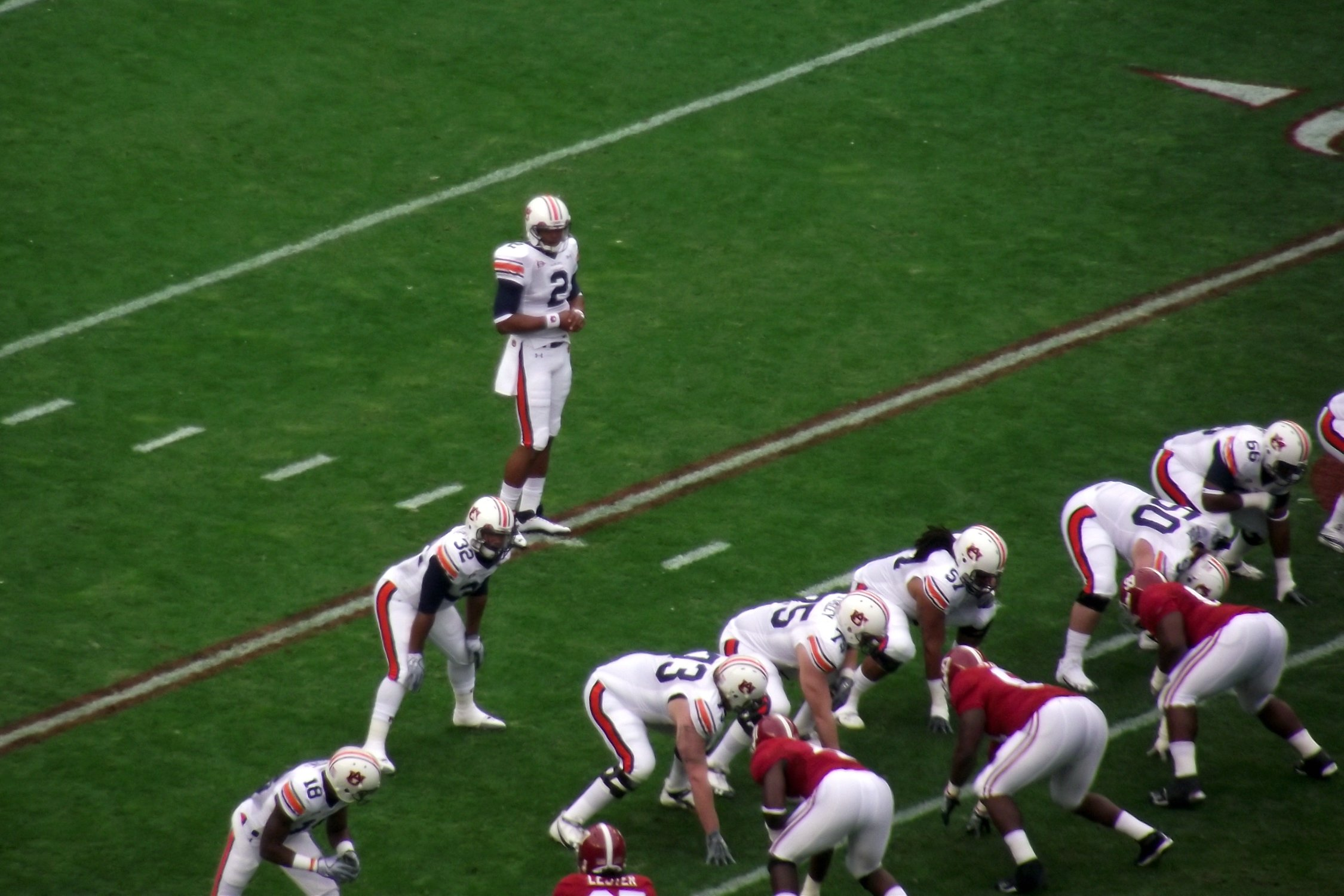
Newton levou Auburn a uma virada de 24 pontos para derrotar o rival Alabama.

Em 4 de dezembro de 2010, Newton liderou o time para o título do Campeonato da SEC, seu primeiro desde 2004, ao derrotar South Carolina por 56-17, estabelecendo um recorde de mais pontos marcados e a maior margem de vitória. Newton foi eleito o MVP do jogo depois de marcar seis touchdowns (quatro passes e dois corridos). Com sua performance, Newton também se tornou o terceiro jogador na história da NCAA FBS a ter mais de 20 touchdowns em uma única temporada (junto com Tim Tebow e Colin Kaepernick).
Newton foi eleito o Jogador Ofensivo do Ano da SEC de 2010, assim como o Melhor Jogador do Ano em 2010. Ele também foi um dos quatro finalistas do Heisman Trophy de 2010, que ele ganhou com uma vitória esmagadora. Ele é o terceiro jogador de Auburn a ganhar o Heisman Trophy (junto com Pat Sullivan e Bo Jackson).
Após a vitória no Campeonato da SEC, Auburn foi convidada a participar da primeira Final do Campeonato Nacional da BCS da universidade. O jogo aconteceu em 10 de janeiro de 2011, em Glendale, Arizona, contra Oregon. Em um jogo que se previa ser 60-55, Auburn derrotou Oregon por apenas 22-19. Newton lançou para 262 jardas, 2 touchdowns e uma interceptação. Ele também correu 22 vezes para 65 jardas, embora tenha perdido um fumble que mais tarde permitiu que o Oregon empatasse o jogo. 
Meios de comunicação escreveram que Newton foi ofuscado pelo companheiro Michael Dyer (o MVP ofensivo do jogo) e pela defesa de Auburn, que segurou o poderoso jogo solo de Oregon para apenas 75 jardas.
Em 13 de janeiro, três dias depois de vencer a Final do Campeonato Nacional da BCS, Newton anunciou que ia renunciar a sua última temporada e entrar no Draft da NFL de 2011.
| Finalista       | Primeiro lugar (3 pontos) | Segundo lugar (2 pontos) | Terceiro lugar (1 ponto) | Total |
| --------------- | ------------------------- | ------------------------ | ------------------------ | ----- |
| Cam Newton      | 729                       | 24                       | 28                       | 2 263 |
| Andrew Luck     | 78                        | 309                      | 227                      | 1 079 |
| LaMichael James | 22                        | 313                      | 224                      | 916   |

#### Controvérsia de elegibilidade

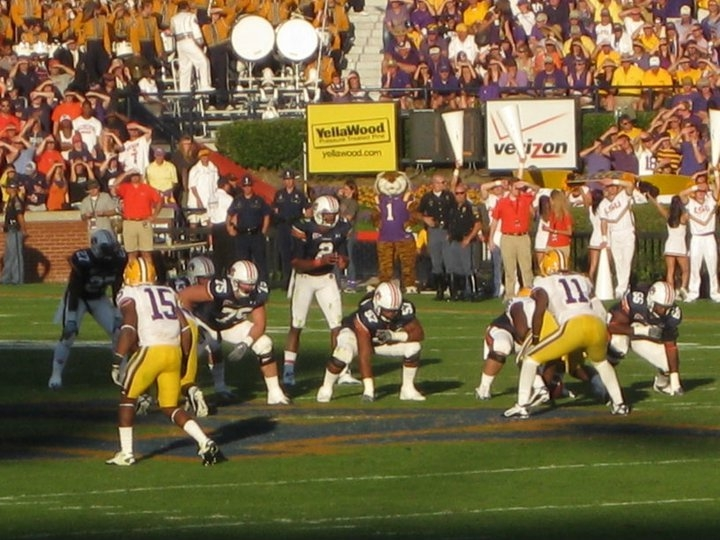
Newton recebendo um snap em 2010 contra LSU

Newton passou grande parte da segunda metade da temporada de 2010 envolvido em uma controvérsia sobre as alegações de que seu pai, Cecil Newton, havia recebido quantias substanciais em troca de seu filho jogando para um grande time de futebol da faculdade, em violação das regras da National Collegiate Athletic.
No início de novembro de 2010, vários atletas da Universidade Estadual do Mississippi relataram à imprensa que, durante o recrutamento de seu filho para o Blinn College quase um ano antes, Cecil Newton disse que seria preciso mais do que apenas uma bolsa de estudos para garantir o sustento do filho. Esta demanda foi comunicada pelo ex-jogador de futebol americano do estado do Mississippi, Kenny Rogers, a outros patrocinadores e ex-companheiros de equipe. Rogers disse em entrevista à rádio Dallas que Cecil Newton disse que levaria "entre US $ 100 mil e US $ 180 mil" para que seu filho fosse transferido para Mississippi. Auburn manteve durante toda a investigação, que havia começado vários meses antes que o público soubesse disso, que eles não estavam envolvidos em nenhum esquema de pagamento por jogo e que Cam Newton era totalmente elegível para jogar.
Em 30 de novembro, Auburn declarou Cam Newton inelegível depois que a NCAA encontrou evidências de que Cecil Newton solicitou US $ 120.000 a US $ 180.000 a Mississippi em troca do serviço atlético de Cam Newton. Auburn imediatamente solicitou que ele fosse reintegrado, alegando que Kenny Rogers não poderia ser considerado um agente e que Cam Newton não estava ciente da atividade ilegal de seu pai. A NCAA quase imediatamente se alinhou com Auburn e declarou Newton elegível para a Final da SEC três dias depois, afirmando que não havia provas suficientes de que Cam Newton ou alguém de Auburn tivesse algum conhecimento das ações de Cecil Newton. Auburn subseqüentemente limitou o acesso que Cecil Newton tinha ao programa como resultado das descobertas da NCAA. Além disso, devido à crescente pressão da mídia e da investigação da NCAA, Cecil Newton anunciou que não compareceria à Cerimônia do Troféu Heisman. A reintegração da NCAA estabeleceu a elegibilidade de Cam Newton como candidato ao Troféu Heisman, que ganhou em uma vitória esmagadora.
Em outubro de 2011, a NCAA encerrou oficialmente sua investigação de 13 meses sobre o recrutamento de Cam Newton, incapaz de fundamentar qualquer alegação ou especulação de recrutamento ilícito por Auburn e concluiu que Cecil Newton apenas solicitou um pagamento em dinheiro a Mississippi e nenhuma outra instituição. A investigação, que consistiu em mais de 50 entrevistas e na revisão de vários registros bancários, documentos do IRS, registros telefônicos e mensagens de e-mail, não resultou em descobertas que indiquem que Auburn participou. A NCAA disse que as alegações não foram "baseadas em informações confiáveis e persuasivas". Stacey Osburn da NCAA disse: "Nós fizemos tudo o que podemos fazer. Fizemos todas as entrevistas. Nós olhamos em tudo e não há nada lá. A menos que algo novo venha à luz que é credível e nós precisamos olhar. "

### Estatísticas da Faculdade
| Ano      | Equipe   | Passes | Passes | Passes | Passes | Passes        | Passes | Passes | Corrida | Corrida | Corrida | Corrida |
| Ano      | Equipe   | Comp   | Att    | Pct    | Jardas | Jardas/jogada | TD     | Int    | Ten     | Jarda   | Média   | TD      |
| -------- | -------- | ------ | ------ | ------ | ------ | ------------- | ------ | ------ | ------- | ------- | ------- | ------- |
| 2007     | Florida  | 5      | 10     | 50%    | 40     | 4,0           | 0      | 0      | 16      | 103     | 6,4     | 3       |
| 2008     | Florida  | 1      | 2      | 5%     | 14     | 7,0           | 0      | 0      | 5       | 10      | 2,0     | 1       |
| 2009     | Blinn    | 204    | 336    | 60,7%  | 2 833  | 8.4           | 22     | 5      | 108     | 655     | 6,1     | 16      |
| 2010     | Auburn   | 204    | 280    | 66,1%  | 2 854  | 10,2          | 30     | 7      | 264     | 1 473   | 5,6     | 20      |
| Carreira | Carreira | 395    | 628    | 62,9%  | 5 741  | 9,1           | 52     | 12     | 393     | 2 241   | 5,7     | 40      |

## Carreira Profissional
No final de janeiro de 2011, Newton começou a trabalhar com George Whitfield Jr. em San Diego. Whitfield trabalhou com outros quarterbacks, como Ben Roethlisberger e Akili Smith. 
Em 28 de abril de 2011, Newton foi selecionado com a primeira escolha geral no Draft de 2011 pela Carolina Panthers. Ele foi o primeiro vencedor do Heisman Trophy a ser a primeira escolha geral desde Carson Palmer em 2003. Ele também foi a quarta escolha No. 1 de Auburn depois de Tucker Frederickson (1965), Bo Jackson (1986) e Aundray Bruce (1988).
Durante o bloqueio da NFL em 2011, ele passou 12 horas por dia na IMG Madden Football Academy, em Bradenton, Flórida, gastando até duas horas por dia fazendo treinamento individual com o ganhador do Heisman Trophy e ex-quarterback dos Panthers, Chris Weinke.
Antes do draft, o dono dos Panthers, Jerry Richardson, pediu a Newton para manter sua aparência limpa. Embora isso seja semelhante a uma política que o New York Yankees tem em todos os seus jogadores, isso ganhou alguma controvérsia, devido ao fato de que outros jogadores da equipe não atenderam a essas diretrizes. Dave Zirin, repórter do TheNation.com, até acusou Richardson de racismo. Apesar disso, Newton concordou com os pedidos de Richardson.
| Prospecto                       | Prospecto | Prospecto            | Prospecto      | Prospecto            | Prospecto            | Prospecto            | Prospecto | Prospecto | Prospecto      | Prospecto | Prospecto |
| Altura                          | Peso      | Comprimento do braço | Tamanho de mão | Corrida de 40 jardas | Corrida de 10 jardas | Corrida de 20 jardas | 20-ss     | 3-cone    | Salto Vertical | Amplo     | Wonderlic |
| ------------------------------- | --------- | -------------------- | -------------- | -------------------- | -------------------- | -------------------- | --------- | --------- | -------------- | --------- | --------- |
| 1,96 m                          | 112 kg    | 0,86 m               | 0,25 m         | 4,59 s               | 1,58 s               | 2,60 s               | 4,18 s    | 6,92 s    | 0,89 m         | 3.20 m    | 21        |
| Todos os valores da NFL Combine |           |                      |                |                      |                      |                      |           |           |                |           |           |

### Carolina Panthers

#### Temporada de 2011

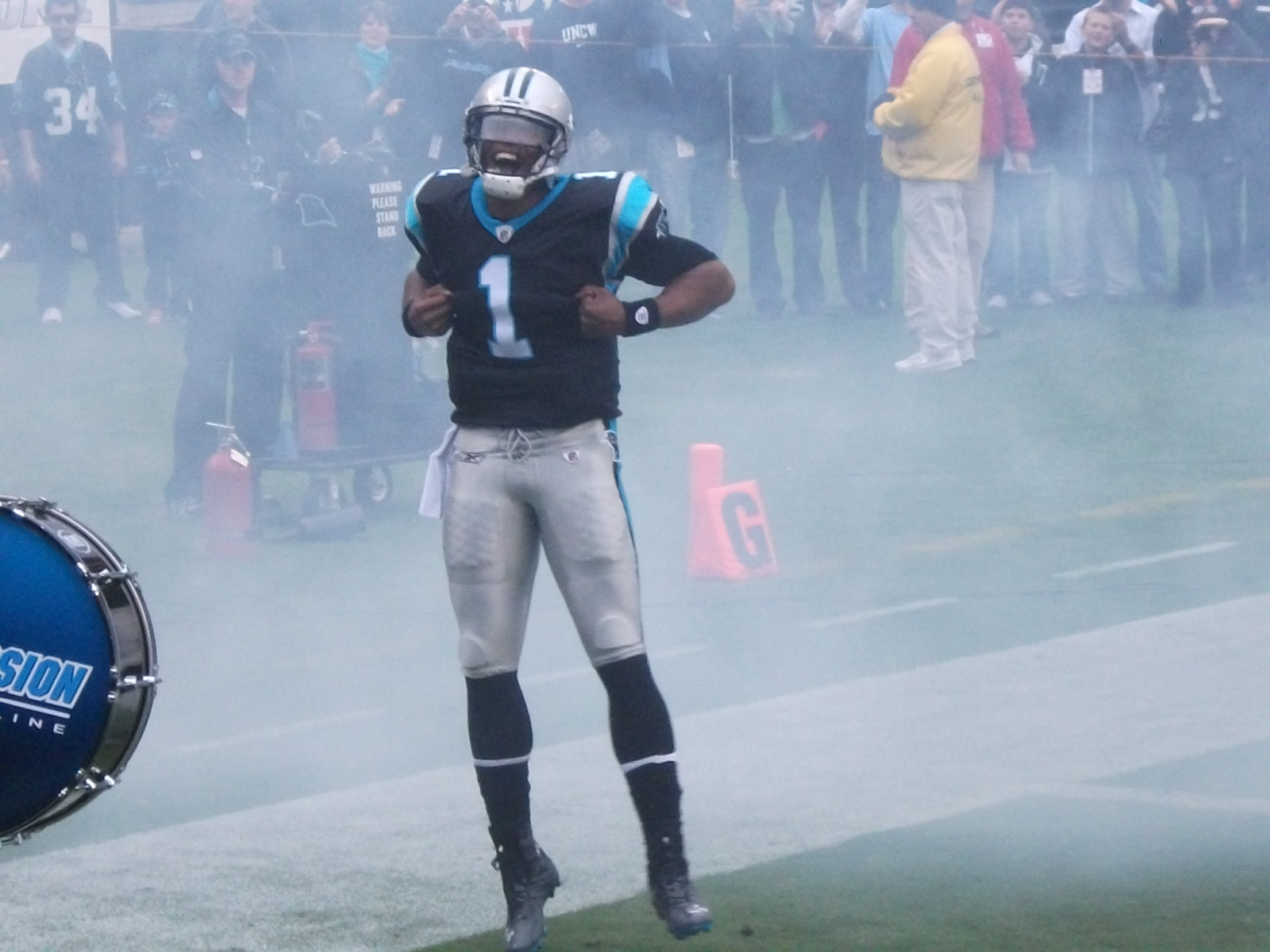
Newton em sua temporada de novato

Em 29 de julho de 2011, Newton assinou um contrato de quatro anos, no valor de mais de US $ 22 milhões com o Carolina Panthers. Ele decidiu manter a camisa número 1 que os Panthers haviam designado para ele depois do draft. Seu treinador de quarterback foi Mike Shula, ex-treinador de seu rival da faculdade Alabama. Um mês depois, em 1 de setembro de 2011, ele foi nomeado quarterback titular à frente de Derek Anderson e Clausen.
Em seu jogo de estréia na NFL em 11 de setembro de 2011, Newton acertou 24 passes para 422 jardas, dois touchdowns e uma interceptação, em uma derrota por 28-21 para o Arizona Cardinals. Com um rating de quarterback de 110.4, ele também correu para um touchdown e se tornou o primeiro novato a lançar para mais de 400 jardas em seu primeiro jogo na carreira. Suas 422 jardas quebraram o recorde de novato de Peyton Manning para mais jardas no primeiro jogo.
Em seu segundo jogo na carreira, uma derrota em casa por 30-23 para o Green Bay Packers, Newton quebrou seu próprio recorde, com 432 jardas e correndo para um touchdown. As 854 jardas de Newton nos dois primeiros jogos da temporada, quebraram o recorde de 827 jardas estabelecido por Kurt Warner na temporada de 2000. Ele também se tornou o único jogador a iniciar sua carreira com 400 jardas consecutivas e quebrou o recorde de 547 jardas de Steve Beuerlein. Seu total de jardas nos primeiros três jogos foi de 1.012 jardas.
Os Panthers registraram sua primeira vitória da temporada contra o Jacksonville Jaguars por 16-10. Newton lançou para 158 jardas e 1 touchdown. Os Panthers jogaram contra o Atlanta Falcons e perderam por 31-17, passando para 237 jardas, sem touchdowns. Newton melhorou a performance de sua equipe para 2-5 na temporada com uma vitória na semana 7 sobre o Washington Redskins por 33-20. Ele lançou para 256 jardas e 1 touchdown, completando 18 passes. Ele também correu para 59 jardas e um touchdown. 
Com a vitória de Carolina sobre o Indianapolis Colts, Newton se tornou o quarto quarterback novato a passar para mais de 3.000 jardas em sua primeira temporada, juntando-se a Peyton Manning, Matt Ryan e Sam Bradford. Newton estabeleceu o recorde de touchdown da NFL para quarterbacks em 4 de dezembro de 2011, correndo para seu 13º touchdown da temporada no quarto quarto contra o Tampa Bay Buccaneers. Nesse jogo, ele também pegou um passe de 27 jardas do wide receiver Legedu Naanee, fazendo dele uma tripla ameaça. 
Em 24 de dezembro de 2011, em uma vitória de 48-16 sobre o Tampa Bay Buccaneers, Newton jogou para 171 jardas e 3 touchdowns e também correu para 65 jardas e um touchdown. No processo, ele quebrou o recorde de 3.739 jardas passadas de Peyton Manning por um novato. Em 1 de janeiro de 2012 contra o New Orleans Saints, Newton lançou para 158 jardas e se tornou o primeiro quarterback novato a lançar para 4.000 jardas. Ele terminou sua temporada de estreia com 4.051 jardas.
Em 22 de janeiro de 2012, Newton foi nomeado para ir para o Pro Bowl como substituto de Eli Manning. Ele terminou o Pro Bowl com 186 jardas, 2 touchdowns e 3 interceptações. Newton foi nomeado o Novato Ofensivo do Ano e Novato do Ano da NFL em 4 de fevereiro de 2012. Ele também foi o primeiro jogador dos Panthers a ganhar o prêmio Ofensivo. 
Ele tem o apelido de Superman devido a sua celebração de touchdown. Newton foi classificado como o 40º melhor jogador da NFL por seus pares na lista dos 100 melhores jogadores da NFL.
Sua temporada de estréia foi quando ele começou a tradição da Carolina Panthers, "Sunday Giveaway", onde os jogadores ofensivos do Panthers geralmente doam a bola para as crianças nas arquibancadas.

#### Temporada de 2012

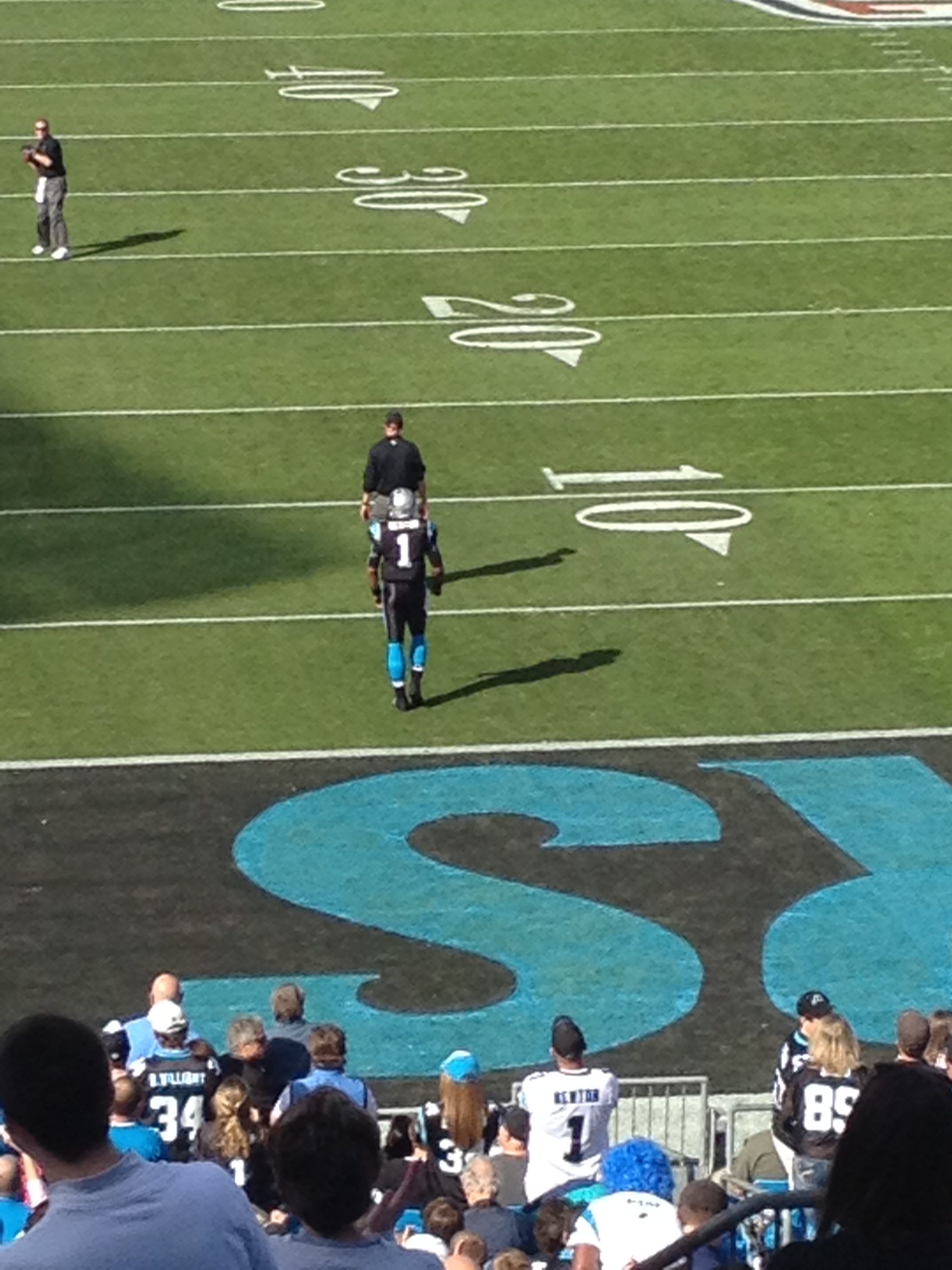
Newton em 2012

Os Panthers terminaram a temporada com uma campanha de 7-9. Embora esta temporada possa ser vista por alguns como um "Sophomore Slump", ele melhorou em muitas categorias como sua eficiência e seus turnovers. Na semana 14, em uma vitória por 30-20 sobre o Atlanta Falcons, ele teve 116 jardas e um touchdown corridos para acompanhar 287 jardas passadas e dois touchdowns. 
Ele terminou sua segunda temporada profissional com 3.869 jardas de passes, 19 passes para touchdowns, 12 interceptações, 741 jardas corridas e oito touchdowns corridos. Newton também liderou a liga em Jardas Completadas (13,8) e empatou em segundo com Peyton Manning em Jardas por Tentativas (8,0), atrás de Robert Griffin III.
Newton foi classificado como o 46º melhor jogador na lista dos 100 Melhores Jogadores de 2013 da NFL.

#### Temporada de 2013
A temporada de 2013 acabou sendo um sucesso, com Newton liderando sua equipe para uma campanha de 12-4 e uma primeira rodada nos playoffs. Na temporada regular, ele registrou 3.379 jardas, 24 touchdowns, 13 interceptações, 585 jardas corridas e seis touchdowns corridos.
Newton foi selecionado para o Pro Bowl de 2014. Na semana seguinte, ele perdeu seu primeiro jogo de playoff para o San Francisco 49ers. Na derrota por 23-10, ele teve 267 jardas, um touchdown e duas interceptações junto com 54 jardas corridas. 
Newton foi classificado como o 24º melhor jogador da lista dos 100 Melhores Jogadores de 2014 da NFL.

#### Temporada de 2014

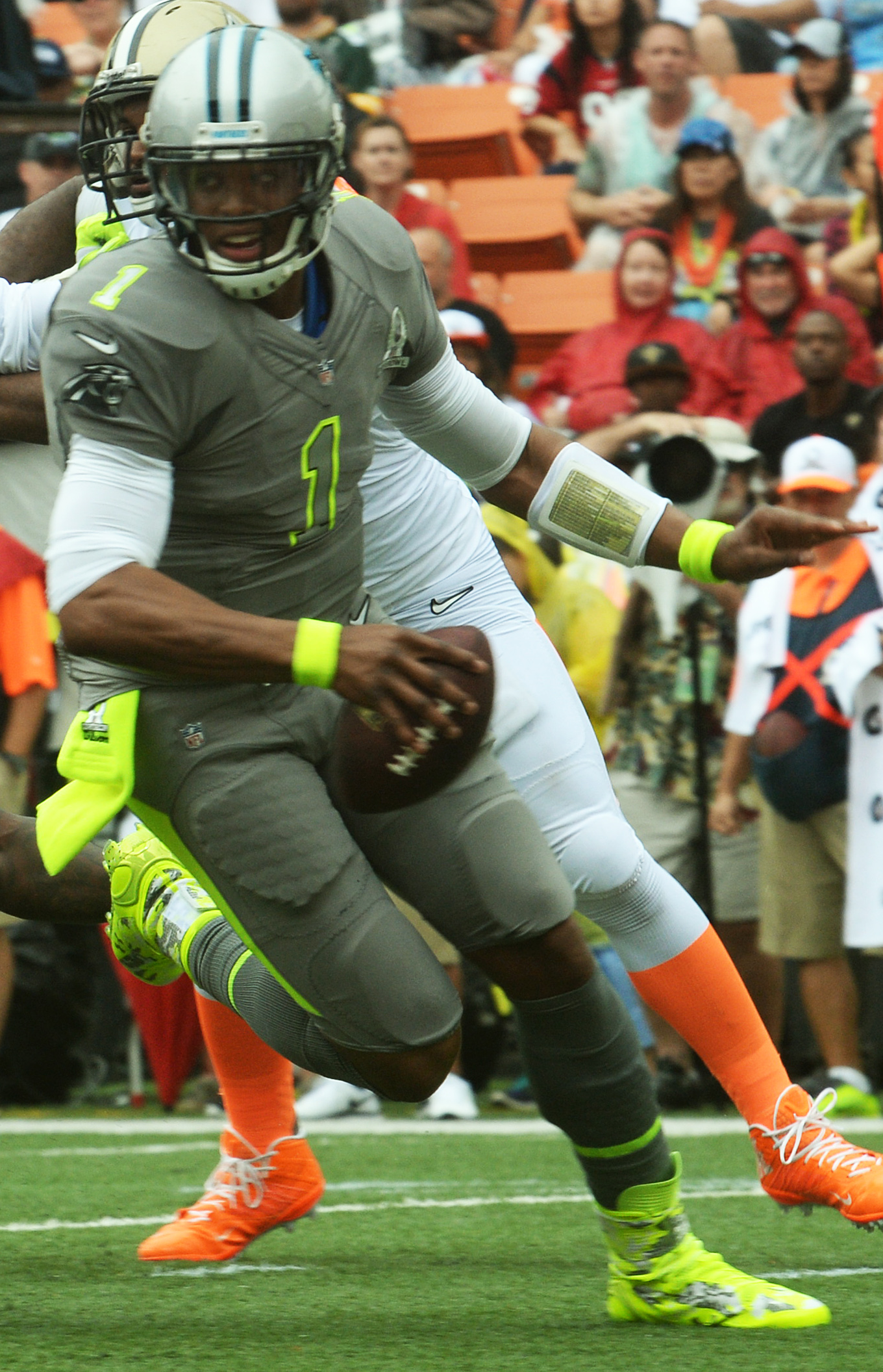
Newton no Pro Bowl de 2014

Alguns meses após a derrota no playoff para o San Francisco 49ers, em 21 de março de 2014, Newton foi submetido a uma cirurgia para "apertar" os ligamentos do tornozelo, que Newton admitiu tratar desde os tempos de faculdade na Universidade de Auburn. O tempo estimado de recuperação foi de quatro meses, o que fez com que ele perdesse os primeiros treinamentos e o primeiro jogo de pré-temporada.
Durante o terceiro jogo de pré-temporada contra o New England Patriots, Newton sofreu uma pequena fratura nas costelas após um golpe de Jamie Collins. A sequência de Newton de 48 jogos consecutivos como titular foi quebrada durante a vitória dos Panthers por 20-14 sobre o Tampa Bay Buccaneers. 
Newton fez sua estréia contra o Detroit Lions na semana 2. Ele registrou 300 jardas com um touchdown e um rating de 100,2 a caminho de uma vitória por 24-7. Durante a vitória dos Panthers na semana 5 contra o Chicago Bears, Newton levou os Panthers a uma virada de 14 pontos e foi nomeado para a Equipe da Semana pela Pro Football Focus (PFF) por sua performance. 
O produtor sênior da NFL Films, Greg Cosell, e o respeitado colunista da Football Outsiders e proprietário da Pre Snap Reads, Cian Fahey, notaram o claro desenvolvimento e crescimento de Newton como um passador.
Durante a semana 6, em um empate de 37-37 contra o Cincinnati Bengals, Newton foi responsável por 91% do ataque, registrando 29 passes para 286 jardas com 2 touchdowns e uma interceptação junto com 17 corridas para 107 jardas e um touchdown corrido. 
Ao longo dos seis primeiros jogos da temporada, Newton teve uma média de 2,53 segundos para tentar um passe (2,73 em 2013). Newton teve indiscutivelmente seu melhor jogo da temporada na vitória por 41-10 sobre o New Orleans Saints. Newton completou 21 passes para 226 jardas e 3 touchdowns. Junto com isso, ele teve 83 jardas correndo e um touchdown corrido. Ele foi nomeado Jogador Ofensivo da Semana da NFC por esse jogo e, com esse desempenho, Newton teve quatro jogos com pelo menos 200 jardas passadas e 80 jardas corridas com múltiplos passes para touchdown e um touchdown corrido.
Dois dias após o jogo contra os Saints, Newton estava envolvido em um acidente de carro em que ele fraturou duas vértebras na parte inferior das costas. Ele perdeu apenas um jogo e voltou para o campo uma semana depois, em uma partida contra o Cleveland Browns para vencer a NFC South e ir mais uma vez para os playoffs.
Newton levou o Carolina Panthers aos primeiro bi-campeonato da NFC South desde a formação da divisão e se tornou o primeiro quarterback desde Michael Vick e Randall Cunningham como os únicos quarterbacks na história da NFL com quatro temporadas com pelo menos 500 jardas corridas. Durante a temporada, Newton também empatou com John Elway, Otto Graham e YA Tittle em décimo na lista de touchdowns corridos com 33. Os 33 touchdowns de Newton foram os mais atingidos por um quarterback nas primeiras quatro temporadas. Ele também é o único jogador na história da NFL a ter 10.000 jardas de passe e 2.000 jardas corridas em suas primeiras quatro temporadas e o primeiro a ter pelo menos 3.000 jardas passadas e 500 jardas corridas em quatro temporadas consecutivas.
Na semana seguinte, Newton levou os Panthers à sua primeira vitória no playoff em nove anos na rodada de wildcard sobre o Arizona Cardinals, lançando para 198 jardas e dois touchdowns, enquanto correu para 35 jardas.
Newton e os Panthers foram derrotados pelos Seattle Seahawks por 31-17 no Divisional Round dos playoffs. Newton fez 23 passes para 245 jardas com 2 touchdowns, 2 intercepções e 37 jardas corridas. 
Apesar de perder dois jogos e lidar com lesões nos tornozelos, costelas, mão e costas durante toda a temporada, Newton foi classificado como o 73º melhor jogador da NFL na lista dos 100 melhores jogadores da NFL.

#### Temporada de 2015

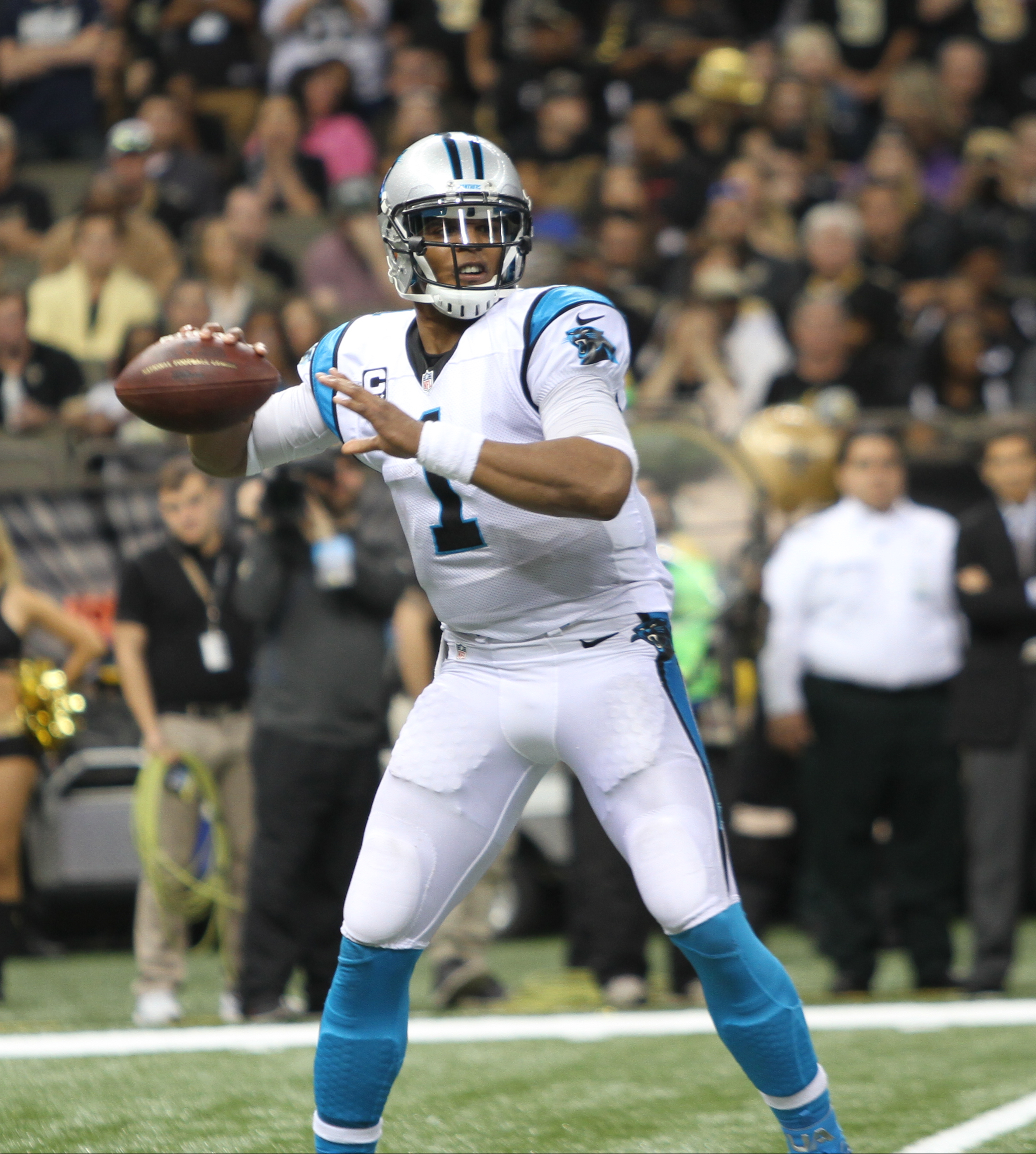
Newton contra o New Orleans Saint em 2015

Em 2 de junho de 2015, os Panthers e Newton concordaram com uma extensão de contrato de cinco anos no valor de US $ 103,8 milhões. Durante a pré-temporada de 2015, Newton se classificou como o melhor quarterback da PFF. Durante a abertura da temporada contra os Jacksonville Jaguars, Newton terminou com 175 jardas de passes, 1 touchdown e 1 interceptação, enquanto corria para 35 jardas. Esta foi a primeira vitória da NFL na estréia de Newton (os Panthers venceram a estréia em 2014 com Newton lesionado). Durante a vitória da semana 2 dos Panthers sobre os Houston Texans, Newton terminou com 195 jardas, 2 TDs e 1 interceptação, enquanto corria por 76 jardas e um touchdown. 
Na semana três contra o New Orleans Saints, Newton passou para 315 jardas, 2 touchdowns e nenhuma interceptação com um touchdown corrido. Esse jogo marcou o 26º jogo na carreira de Newton em que ele teve um passe e um touchdown correndo, ocupando o 2º lugar na história da NFL atrás apenas de Steve Young (31). Além disso, marcou a 14ª vez em sua carreira, onde Newton marcou dois touchdowns e pelo menos um touchdown corrido, ele é o terceiro na NFL desde 1960, atrás apenas de Steve Young (17) e Fran Tarkenton (16).
Vários especialistas notaram o crescimento contínuo de Newton como um quarterback; Gil Brandt notou que Newton está melhorando a paciência, mecânica e habilidade de Cam.
Na semana seguinte, durante uma vitória por 37-23 sobre o Tampa Bay Buccaneers, Newton fez 11 passes para 124 jardas e dois touchdowns, liderando a equipe em corridas com 51 jardas. Durante as primeiras quatro semanas, Newton ficou em 3º lugar na NFL em lançamentos para as primeiras descidas.
Após uma semana sem jogos, Newton lançou para 269 jardas, duas interceptações e um touchdown e correu para 30 jardas e um touchdown enquanto liderava os Panthers para uma vitória contra o Seattle Seahawks. Durante o jogo, Newton registrou o 36º touchdown corrido de sua carreira; Nesse período, apenas Marshawn Lynch e Adrian Peterson foram os únicos jogadores a registrar mais touchdowns corridos desde 2011. Durante as primeiras 5 semanas da temporada, Newton registrou 67,6% de passes sob pressão. 
Na semana seguinte, Newton levou os Panthers a uma vitória sobre o Philadelphia Eagles; durante o jogo, ele teve 3 interceptações e gravou seu 28º jogo com um touchdown corrido e um touchdown lançado. Na semana 8, contra o Colts, Newton teve 248 jardas, 2 touchdowns e 1 interceptação, enquanto os Panthers ganharam por 29-26 na prorrogação; com a vitória, Newton se tornou o primeiro quarterback da história da NFL a virar um jogo na prorrogação.
Na semana seguinte, Newton levou os Panthers a uma vitória por 37-29 sobre o Green Bay Packers; Newton fez 15 passes para 297 jardas, três touchdowns e uma interceptação junto com 9 corridas para 57 jardas e 1 touchdown. Além disso, pela primeira vez em sua carreira, Cam Newton lançou para 200 jardas e três touchdowns na metade do jogo. Por seu jogo contra os Packers, Newton foi eleito o Jogador Ofensivo da Semana da NFC.
Na semana seguinte, durante a vitória dos Panthers por 27-10 sobre o Tennessee Titans, Newton fez 21 passes para 217 jardas e 1 touchdown enquanto teve 9 corridas para 23 jardas e 1 touchdown. Na semana seguinte, Newton levou os Panthers a uma vitória por 44-16 sobre os Washington Redskins. Durante o jogo, Newton teve 5 touchdowns e se tornou o único quarterback da história da NFL com mais de 100 touchdowns passados e 25 touchdowns corridos em suas primeiras temporadas. Por seus esforços, Newton foi eleito o Jogador Ofensivo da Semana da NFC pela segunda vez nesta temporada.
Durante a vitória do Panthers por 33–14 sobre o Dallas Cowboys no Dia de Ação de Graças, Newton completou 16 passes para 183 jardas e correu 12 vezes para 45 jardas e um touchdown. Durante a vitória do Panthers por 41-38 sobre o New Orleans Saints, Newton terminou com 380 jardas e cinco passes para touchdown. Por sua atuação, Newton foi eleito o Jogador Ofensivo da Semana da NFC pela terceira vez em cinco semanas. A última vez que um jogador conseguiu essa façanha foi Tom Brady, do New England Patriots, em 2007.
Na semana seguinte, durante a vitória dos Panthers por 38‑0 sobre o Atlanta Falcons, Newton completou 15 passes para 265 jardas, 3 touchdowns e terminou com um rating de 153,3. Os Panthers acumularam 225 jardas de ataque apenas no primeiro quarto do jogo; um recorde da franquia. Os Panthers ganhram por 38-35 do New York Giants e Newton completou 25 passes para 340 jardas e 5 touchdowns, enquanto acrescentou 8 corridas para 100 jardas, seu terceiro jogo na carreira com pelo menos 100 jardas. Por seus esforços, Newton foi novamente nomeado o Jogador Ofensivo da Semana da NFC. Newton tornou-se o primeiro jogador da NFL a ganhar o prêmio quatro vezes em um período de sete semanas desde LaDainian Tomlinson do San Diego Charges em 2006.
Nas primeiras 15 semanas da temporada da NFL, Newton levou os Panthers a uma campanha de 14-0. Durante esse período, ele liderou a NFL com 40 touchdowns combinados. Newton estava em campo em 660 das 923 jogadas de Carolina, nas quais ele era o tomador de decisões ou o portador da bola depois do snap. Além disso, 40 dos 49 touchdowns de Carolina nesta temporada foram jogados ou corridos por Newton.
Os Panthers tiveram sua primeira derrota na temporada para o Altlanta Falcon por 20-13, Newton teve 17 passes para 142 jardas. Em uma vitória por 38-10 sobre o Tampa Bay Buccaneers no final da temporada regular, Newton lançou para quase 300 jardas e teve seu primeiro jogo com dois touchdowns corridos desde a Semana 12 da temporada de 2012. Por seus esforços, ele foi nomeado o Jogador Ofensivo da Semana da NFC pela quinta vez na temporada. Newton se tornou o primeiro jogador a ganhar cinco prêmios de Jogador Ofensivo da Semana da NFC em um período de nove semanas dentro de uma temporada e seus cinco prêmios são o recorde empatado em uma temporada na história da NFL (Tom Brady, 2007). O total de 45 touchdowns de Newton durante a temporada regular marcou o maior número de touchdowns de um único jogador desde 2013. Newton foi selecionado como MVP da NFL de 2015 e o Jogador Ofensivo do Ano pelo PFWA.

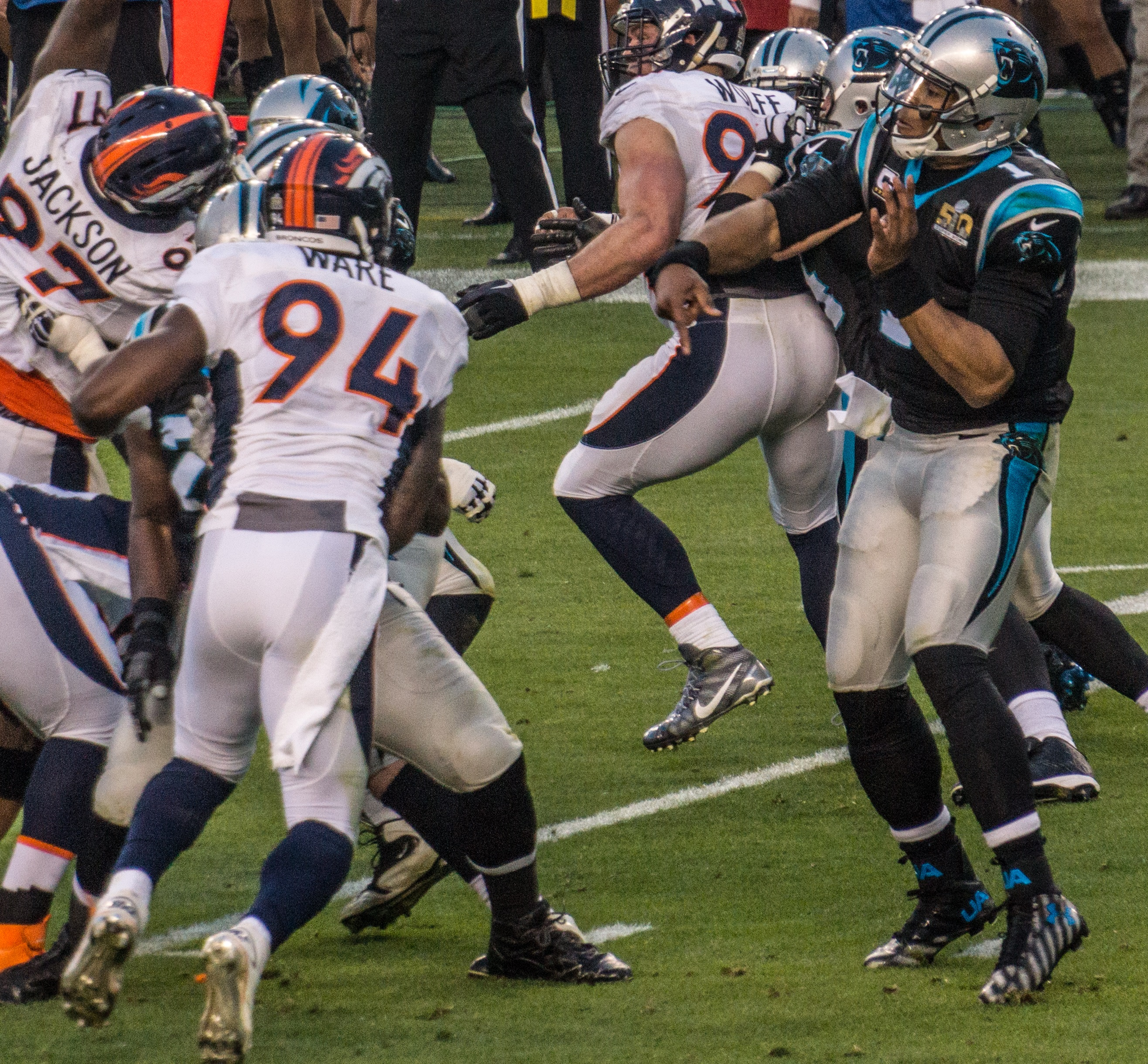
Newton no Super Bowl 50 contra o Denver Broncos.

Newton e os Panthers terminaram a temporada com uma campanha de 15-1, o melhor da franquia. Eles derrotaram o Seattle Seahawks no Divisional Round por 31-24, depois ele derrotou o Arizona Cardinals por 49-15 na Final da NFC, Newton completou 19 passes para 335 jardas, com dois touchdowns e uma interceptação. Ele também correu 10 vezes para 47 jardas e dois touchdowns. Os 49 pontos do Panthers foram os mais altos na história da Final da NFC.
No Super Bowl 50, em 7 de fevereiro de 2016, que colocou melhor ataque do Panthers contra a defesa do Denver Broncos, os Panthers perderam por 24-10. A defesa de ambas as equipes teve um desempenho extremamente bom e levou ambos os ataques a sofrer terrivelmente ao longo do jogo. Newton teve 6 sacks e Manning teve 5 sacks, ambos os quarterbacks tiveram dois fumbles e ambos tiveram uma interceptação.
Newton foi classificado como o melhor jogador da NFL por seus pares nos Top 100 Players da NFL de 2016.

#### Temporada de 2016
No jogo de abertura da temporada 2016, em uma revanche do Super Bowl 50 contra o Denver Broncos, Newton superou dois dos recordes da NFL de Steve Young, um de mais touchdowns corridos para um quarterback (44) e o outro para mais jogos com um touchdown passando e correndo (32). Ele também empatou com Otto Graham com 44 touchdowns corrido por um quarterback.
Em 2 de outubro, em uma derrota para o Atlanta Falcons, Newton sofreu uma concussão e perdeu o resto do jogo. Newton perdeu o próximo jogo contra o Tampa Bay Buccaneers.
Em 4 de dezembro, contra o Seattle Seahawks, Newton começou no banco de reserva por violação de código de vestimenta. Foi o primeiro jogo profissional de Newton no qual ele começou o jogo como reserva.
Na temporada de 2016, Newton completou 52,9% de seus passes, sua pior marca da carreira. Ele teve 19 passes para touchdown, 16 a menos que no ano anterior, e 14 interceptações. Os Panthers regressaram a uma campanha de de 15-1 em relação ao ano anterior para 6-10 em 2016.
Apesar de uma temporada de queda de 2016, Newton ainda estava em 44º lugar no Top 100 Players da NFL de 2017.

#### Temporada de 2017
Em 30 de março, Newton fez uma cirurgia para consertar um manguito rotador parcialmente rasgado no ombro.
Durante uma coletiva de imprensa em 4 de outubro, Newton foi questionado por Jourdan Rodriguez, uma jornalista esportiva do The Charlotte Observer, sobre rotas. Newton sorriu e disse: "É engraçado ouvir uma mulher falar sobre rotas". Então ele respondeu sua pergunta.
Seus comentários foram vistos como sexistas por Rodriguez, assim como muitos na mídia. Mais tarde veio à tona que Rodriguez havia anteriormente ridicularizado Newton usando uma conta no Twitter com a qual ela também havia postado comentários racistas, fazendo com que a publicação BlackSportsOnline.com a rotulasse de hipócrita. No dia seguinte, a empresa de iogurtes Dannon deixou de patrocinar Newton. Newton enviou um vídeo para o Twitter mais tarde naquele dia em que ele pediu desculpas por seus comentários.
Durante o Monday Night Football contra o Miami Dolphins na semana 10, Newton lançou para 254 jardas e correu para 95 jardas com 4 touchdowns totais. Os Panthers venceram por 45-21. Sua performance na Semana 10 lhe rendeu o Jogador Ofensivo da Semana da NFC.
Ele terminou a temporada regular com 3.302 jardas de passes, 22 touchdowns, 16 interceptações e 754 jardas corridos. Os Panthers foram para os playoffs na 5 colocação. No Wild Card Round contra o New Orleans Saints, ele teve 24 passes para 349 jardas e dois touchdowns quando os Panthers perderam por 31-26. 
Newton foi classificado em 25º no NFL Top 100 Players de 2018.

#### Temporada de 2018
Depois de uma vitória por 16-8 sobre o Dallas Cowboys na semana 1, Newton teve 335 jardas, três touchdowns e uma interceptação junto com 42 jardas corridos contra o Atlanta Falcons. Na semana seguinte, ele passou para dois touchdowns e correu para dois touchdowns na vitória por 31-21 sobre o Cincinnati Bengals. O ano começou bem, com o time ganhando seis dos primeiros oito jogos. Na semana 7, em um jogo contra o Philadelphia Eagles, após estar perdendo por 17 a 0 no começo do quarto período, Newton completou 16 de 22 passes para 201 jardas e dois touchdowns no último quarto na vitória dos Panthers por 21 a 17, o que rendeu a Newton o prêmio de Jogador de Ataque da Semana da NFC.

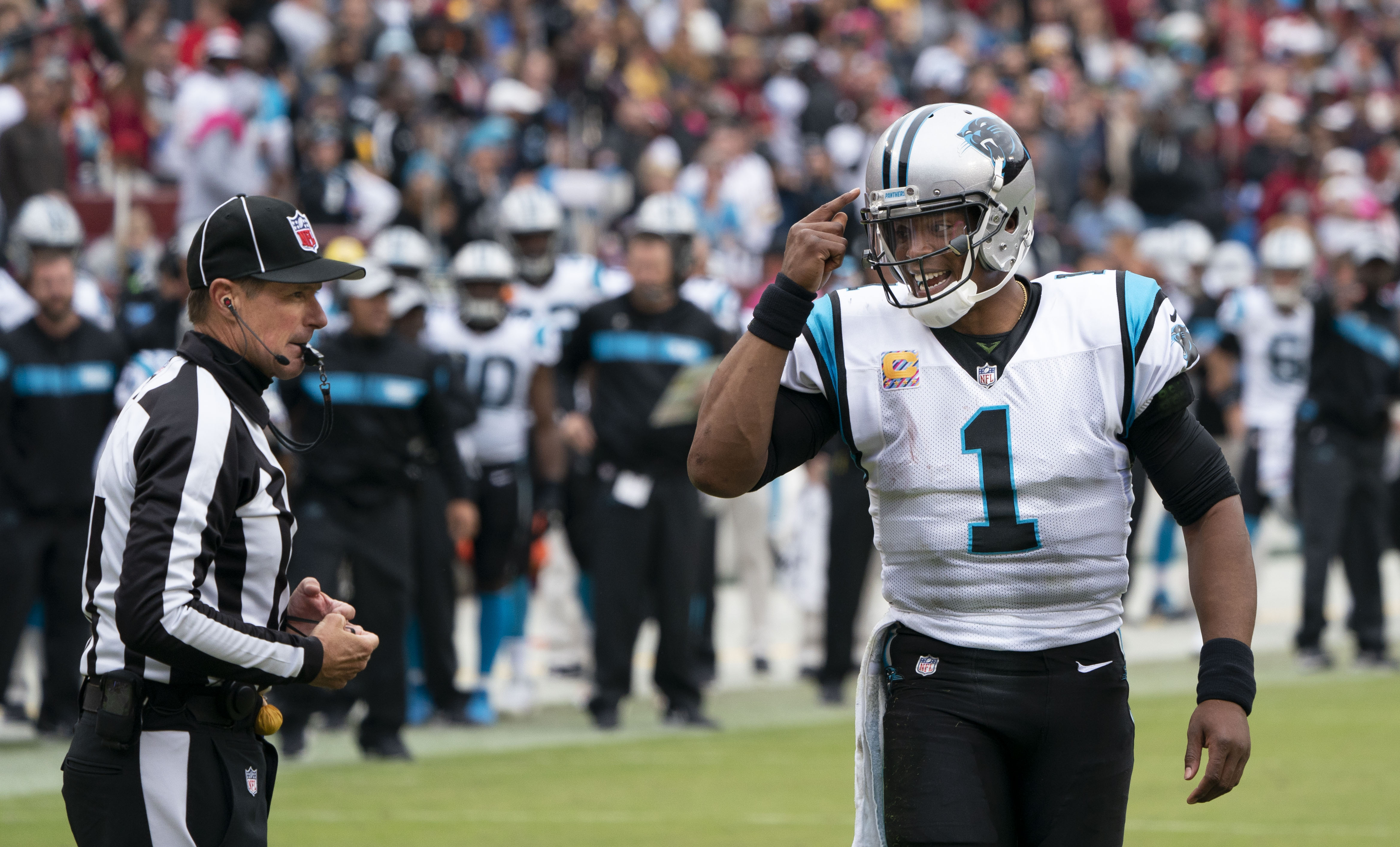
Newton em 2018

A partir de novembro, contudo, a situação piorou para Newton e os Panthers. Na semana 15, veio uma derrota para o New Orleans Saints (foi a sexta derrota seguida do clube), com Newton reconhecendo um problema no ombro que, segundo ele, o incomodava faz tempo. Como resultado, Newton foi posto no banco pelos dois jogos finais. Em 24 de janeiro de 2019, Cam Newton passou por uma cirurgia no ombro.
Em uma pesquisa de opinião, feita pelos escritores do jornal The Athletic com 85 jogadores de defesa de 25 times, Newton foi votado como o quarterback mais subestimado da liga.

#### Temporada de 2019
Newton havia se recuperado de sua cirurgia e voltou para a semana 1 da temporada de 2019 contra o Los Angeles Rams. Naquele jogo, Newton passou para 239 jardas e lançou uma interceptação na derrota do seu time por 30 a 27. Na semana 2, contra o Tampa Bay Buccaneers, no Thursday Night Football, Newton completou 25 passes de 51 para 333 jardas em outra derrota dos Panthers por 20 a 14. Após a partida, ele falou com a imprensa: "Todos os dedos estão voltados para o ataque e para mim especificamente."  Newton não jogou na semana 3 e acabou sendo colocado no banco pelo restante da temporada. Foi então revelado que ele sofria com uma fratura no metatarso.

### New England Patriots

#### Temporada de 2020
Em 17 de março de 2020, os Panthers anunciaram que Cam Newton tinha permissão para procurar times para ser trocado. O atleta, contudo, em suas redes sociais afirmou que a iniciativa não era dele e que isso estava sendo feito pela vontade do time.
Em 24 de março, Newton foi formalmente dispensado pelos Panthers. Depois de três meses na free agency, Newton assinou um contrato de um ano com o New England Patriots, em julho de 2020. O contrato incluia um salário base de US$ 1,05 milhão, o mínimo estabelecido para um jogador veterano como ele, podendo chegar a US$ 7,5 milhões, quando incluído os incentivos e bônus. Apesar do ano ruim, lançando apenas oito touchdowns e sofrendo dez interceptações (lançando para apenas 2 657, mas correndo para 12 touchdowns, este último sendo a segunda melhor marca da carreira), Newton renovou seu contrato, em março de 2021, por mais um ano com os Patriots.
Em 12 de março de 2021, os Patriots renovaram o contrato com Cam Newton por um ano valendo US$ 13,6 milhões. Durante o training camp, ele competiu pela posição de titular com o novato Mac Jones. Na semana anterior ao último jogo da pré-temporada, Newton perdeu três dias de treinamento por causa do que foi caracterizado como "mal-entendido" sobre os protocolos de teste de COVID-19; o The New York Times observou que esses protocolos se aplicavam apenas a jogadores não vacinados. Em 31 de agosto de 2021, Newton foi dispensado pelos Patriots.

### Retorno ao Carolina

#### Temporada de 2021
Em 11 de novembro de 2021, Newton assinou um contrato de um ano valendo US$ 10 milhões de dólares para retornar ao Carolina Panthers, após a contusão do quarterback Sam Darnold. O acordo incluia US$ 4,5 milhões totalmente garantidos e US$ 1,5 milhões de bônus.
Em seu primeiro jogo voltando para Carolina, Newton começou como reserva do QB P. J. Walker na semana 10 contra o Arizona Cardinals fazendo certo impacto, marcando touchdowns nos seus primeiros dois jogos. O primeiro desses dois touchdowns veio numa corrida e o segundo foi um passe de duas jardas para Robby Anderson. Na semana seguinte, ele começou como titular e lançou para dois touchdowns e correu para outro na derrota por 27 a 21 contra o Washington Football Team. Newton permaneceu como titular em outra derrota, na semana 12, contra o Miami Dolphins, mas foi colocado no banco após completar somente 5 de 21 passes para 92 jardas, duas interceptações e um passer rating de 5,8 (de 153). Seu percentual de acerto nos passes, de 23,8%, foi a menor marca para um quarterback com pelo menos 20 passes tentados desde Joey Harrington em 2004. Na semana 14, contra os Falcons, Newton foi novamente nomeado como o titular, mas dividiu tempo no campo com o QB P.J. Walker, terminando o jogo com 47 jardas terrestres e um touchdown, mas também lançou uma interceptação na derrota por 29 a 21. Newton jogou apenas oito partidas em 2021, começando cinco como titular, lançando para 684 jardas, quatro touchdowns aéreos, cinco interceptações, correndo para 230 jardas e cinco touchdowns terrestres. Os Panthers o dispensaram ao final do ano.

## Estatísticas da NFL

### Temporada Regular
| Ano   | Time  | Jogos | Jogos | Passando | Passando | Passando | Passando | Passando | Passando | Passando | Passando | Correndo | Correndo | Correndo | Correndo | Correndo | Fumbles | Fumbles  |
| Ano   | Time  | JD    | JT    | Cmp      | Ten      | Pct      | Jardas   | Média    | TD       | INT      | Rating   | Ten      | Jardas   | Média    | Lng      | TD       | Fum     | Perdidos |
| ----- | ----- | ----- | ----- | -------- | -------- | -------- | -------- | -------- | -------- | -------- | -------- | -------- | -------- | -------- | -------- | -------- | ------- | -------- |
| 2011  | CAR   | 16    | 16    | 310      | 517      | 60%      | 4 051    | 7,8      | 21       | 17       | 84,5     | 126      | 706      | 5,6      | 49E      | 14       | 5       | 2        |
| 2012  | CAR   | 16    | 16    | 280      | 485      | 57,7%    | 3 869    | 8,0      | 19       | 12       | 86,2     | 127      | 741      | 5,8      | 72E      | 8        | 10      | 3        |
| 2013  | CAR   | 16    | 16    | 292      | 473      | 61,7%    | 3 379    | 7,1      | 24       | 13       | 88,8     | 111      | 585      | 5,3      | 56       | 6        | 3       | 1        |
| 2014  | CAR   | 14    | 14    | 262      | 448      | 58,5%    | 3 127    | 7,0      | 18       | 12       | 82,1     | 103      | 539      | 5,2      | 22       | 5        | 12      | 5        |
| 2015  | CAR   | 16    | 16    | 296      | 495      | 59,8%    | 3 837    | 7,8      | 35       | 10       | 99,4     | 132      | 636      | 4,8      | 47       | 10       | 5       | 4        |
| 2016  | CAR   | 15    | 14    | 270      | 510      | 52,9%    | 3 509    | 6,9      | 19       | 14       | 75,8     | 90       | 359      | 4,0      | 28       | 5        | 3       | 2        |
| 2017  | CAR   | 16    | 16    | 291      | 492      | 59,1%    | 3 302    | 6,7      | 22       | 16       | 80,7     | 139      | 754      | 5,4      | 69       | 6        | 9       | 1        |
| 2018  | CAR   | 14    | 14    | 320      | 471      | 67,5%    | 3 395    | 7,2      | 24       | 13       | 94,2     | 101      | 488      | 4,8      | 29       | 4        | 6       | 0        |
| 2019  | CAR   | 2     | 2     | 50       | 89       | 56,2%    | 572      | 6,4      | 0        | 1        | 71,0     | 5        | −2       | −0,4     | 3        | 0        | 2       | 2        |
| 2020  | NE    | 15    | 15    | 242      | 368      | 55,8%    | 2 657    | 7,2      | 8        | 10       | 82,9     | 137      | 592      | 4,3      | 49       | 12       | 6       | 1        |
| 2021  | CAR   | 8     | 5     | 69       | 126      | 54,8%    | 684      | 5,4      | 4        | 5        | 65,5     | 47       | 230      | 4,9      | 33       | 5        | 4       | 1        |
| Total | Total | 148   | 144   | 2 682    | 4 474    | 59,9%    | 32 372   | 7,2      | 194      | 123      | 85,2     | 1 118    | 5 628    | 5,0      | 72E      | 75       | 62      | 22       |

### Pós-Temporada
| Pós-Temporada | Pós-Temporada | Pós-Temporada | Pós-Temporada | Passando | Passando | Passando | Passando | Passando | Passando | Passando | Passando | Correndo | Correndo | Correndo | Correndo | Correndo | Fumbles | Fumbles  |
| Ano           | Time          | JD            | JT            | Comp     | Ten      | Pct      | Jarda    | Média    | TD       | INT      | Rating   | Ten      | Jarda    | Média    | Lng      | TD       | Fum     | Perdidos |
| ------------- | ------------- | ------------- | ------------- | -------- | -------- | -------- | -------- | -------- | -------- | -------- | -------- | -------- | -------- | -------- | -------- | -------- | ------- | -------- |
| 2013          | CAR           | 1             | 1             | 16       | 25       | 64%      | 267      | 10,7     | 1        | 2        | 79,9     | 10       | 54       | 5,4      | 11       | 0        | 0       | 0        |
| 2014          | CAR           | 2             | 2             | 41       | 68       | 60,3%    | 444      | 6,5      | 4        | 3        | 80,8     | 18       | 72       | 4,0      | 13       | 0        | 3       | 2        |
| 2015          | CAR           | 3             | 3             | 53       | 91       | 58,2%    | 761      | 8,4      | 3        | 2        | 87,3     | 27       | 95       | 3,5      | 14       | 2        | 2       | 2        |
| 2017          | CAR           | 1             | 1             | 24       | 40       | 60%      | 349      | 8,7      | 2        | 0        | 105,1    | 8        | 37       | 4,6      | 10       | 0        | 0       | 0        |
| Totals        | Totals        | 7             | 7             | 130      | 224      | 59,8%    | 1 821    | 8,6      | 10       | 7        | 83,9     | 63       | 258      | 4,0      | 14       | 2        | 5       | 4        |

## Recordes e marcos importantes
No momento de sua aposentadoria
- Mais touchdowns corridos por um quarterback na história da NFL (57)
- Mais jardas de um quarterback em seus dois primeiros jogos (854)
- Mais jogos na história da NFL com um passe para touchdown e um touchdown corrido (32)
- Mais prêmios de jogador da semana em uma única temporada (5, empatado com Tom Brady)
- Primeiro jogador na história da NFL com pelo menos 250 jardas passadas, 100 jardas corridas, 1 touchdown de passe e 1 touchdown corrido em um único jogo (2)
- Mais jogos em uma única temporada com pelo menos um touchdown de passe e um touchdown correndo (8)
- Único jogador na história da NFL com pelo menos 30 touchdowns de passe e 10 touchdowns corrido na mesma temporada
- Mais touchdowns corridos em uma única temporada por um quarterback (14)
- Mais jardas combinadas nas primeiras cinco temporadas (21.560)
- Primeiro quarterback e quinto jogador na história da NFL com pelo menos 500 jardas corridas, 5 touchdowns corridos em 5 temporadas consecutivas da NFL
- Primeiro quarterback na história da NFL a ganhar o prêmio de Novato Ofensivo do Ano e MVP da NFL em algum momento de sua carreira.
- Mais jardas de um quarterback no jogo de estréia (422)
- Primeiro quarterback na história da NFL a passar para mais de 400 jardas nos dois primeiros jogos da carreira
- O jogador mais rápido a alcançar 1.000 jardas
- Primeiro jogador na história da NFL com pelo menos cinco touchdowns passados e cinco touchdowns corridos nos cinco primeiros jogos
- Vigésimo quinto jogador da NFL (e primeiro quarterback) a ter 20 touchdowns corridos nas duas primeiras temporadas
- Primeiro jogador a ter 30 touchdowns passando e 20 touchdowns correndo nas duas primeiras temporadas
- Primeiro jogador na história da NFL com 50 touchdowns passando e 25 touchdowns correndo em suas primeiras três temporadas
- Primeiro jogador na história da NFL com mais de 4.000 jardas de passes e mais de 10 touchdowns corridos em uma temporada
- Primeiro jogador na história da NFL com mais de 4.000 jardas de passes e mais de 500 jardas corridos em uma temporada
- Primeiro quarterback na história da NFL com mais de 100 touchdowns de passe e mais de 25 touchdowns corridos nas primeiras cinco temporadas
- Primeiro quarterback na história da NFL com várias temporadas de mais de 20 touchdowns de passe e mais de 10 touchdowns corridos em uma temporada
- Primeiro jogador na história da NFL com 10.000 jardas de passes e 1.000 jardas corridos em suas primeiras três temporadas
- Primeiro jogador na história da NFL com 10.000 jardas de passes e 2.000 jardas corridos em suas primeiras quatro temporadas
- Primeiro jogador na história da NFL a ter pelo menos 3.000 jardas de passes e 500 jardas corridos em cinco temporadas consecutivas
- Primeiro quarterback na história da NFL a correr para mais de 100 jardas e passar para mais de 300 jardas com 5 touchdowns em um único jogo
- Primeiro jogador na história da NFL com mais de 100 jardas de corrida e 5 touchdowns de passe em um único jogo
- Primeiro jogador com 3.500 jardas de passes, 20 passes para touchdown e 10 touchdowns corridos em uma única temporada (2011, 2015)
- Primeiro quarterback na história da NFL com mais de 10 touchdowns corridos em várias temporadas da NFL (2011, 2015)
- Quinto quarterback na história da NFL com mais de 3 jogos com 5+ passes para touchdown em uma temporada
- Quarto quarterback para vencer 17 temporadas seguidas em temporada regular na era do Super Bowl
- Mais jogos na história da NFL com pelo menos 200 jardas corridas e 80 jardas passadas com múltiplos passes para touchdown e um touchdown corrido (4 jogos)
- Terceiro quarterback na história da NFL com 2+ touchdowns de passe e 1+ touchdown de corrida
- Segundo quarterback na história da NFL com 3+ touchdowns de passe e 1+ touchdown corrido
- Mais touchdown de passe por um jogador de Auburn
- Primeiro quarterback titular a vencer a NFC South em temporadas consecutivas (2013–2015)
- Segundo jogador na história da NFL, com mais de 7.500 jardas de passes e mais de 40 touchdowns de passes nas duas primeiras temporadas, juntando-se a Peyton Manning (1999)
- Primeiro quarterback na história da NFL a virar um jogo na prorrogação
- Terceiro quarterback na história da NFL a passar para mais de 3.000 jardas em suas primeiras cinco temporadas
- Segundo jogador com mais jogos de 5 touchdown em uma única temporada (3)
- Segundo quarterback com mais de 300 jardas e 100 jardas corrida em um único jogo
- Primeiro jogador na era do Super Bowl a passar para 300 jardas e correr para vários touchdowns em um jogo de playoff
- Mais touchdowns corridos de um quarterback em suas primeiras quatro temporadas (33)

## Vida Pessoal
O irmão mais novo de Newton, Caylin, está começando a sua carreira como quarterback do Howard Bison. Newton também era um talentoso jogador de beisebol e basquete quando jovem, mas desenvolveu o medo de ser atingido por um arremesso no beisebol e não pôde evitar problemas na quadra de basquete. Ele parou de jogar beisebol aos 14 anos e largou o basquete logo no colegial.
Newton falou sobre sua fé depois de ganhar a Final do Campeonato Nacional da BCS em 2011, dizendo: "Agradeço a Deus todos os dias. Sou apenas o instrumento dele e ele está me usando de forma consistente diariamente."
Além de seu compromisso com o futebol americano, Newton participa de palestras motivacionais.
Em 9 de dezembro de 2014, Newton estava envolvido em um acidente de carro em Charlotte. Newton sofreu duas fraturas nas costas e foi mantido durante a noite no hospital para observação. Testemunhas afirmam que o carro que Newton dirigia rolou várias vezes. Newton faria uma recuperação completa em 12 dias.
Newton formou-se em Auburn com uma licenciatura em sociologia na primavera de 2015.
Em 30 de dezembro de 2015, Newton confirmou no Twitter que seu filho, Chosen Sebastian Newton, nasceu em 24 de dezembro de 2015, em Atlanta. Ele também twittou "Fiquei quieto sobre isso porque eu não queria criar uma distração para a minha equipe e apreciar a privacidade neste momento alegre". Em 3 de fevereiro de 2017, nasceu a filha de Newton e Proctor, Sovereign-Dior Cambella Newton.